# Live in Hyde Park (Film)
Live in Hyde Park ist ein Konzertfilm des britischen Rockmusikers Eric Clapton. Das Konzert wurde am 26. Juni 1996 im Londoner Hyde Park aufgezeichnet und erschienen am Film 4. August 1997 auf VHS. Seit dem 13. November 2001 ist das Konzert als DVD erhältlich.

## Hintergrund und Daten
Präsentiert wurde der Film von Mastercard Masters Of Music Concert for The Prince’s Trust. Die Veranstalter erhoben für das Konzert keinen Eintrittspreis. Das Billboard Magazine geht von 150.000 Besuchern aus, während weitere Zählungen eine Besucherzahl von 200.000 bis 220.000 Zuschauern belegen.

## Titelliste
| Nr.          | Titel                                          | Autor(en)                        | Länge  |
| ------------ | ---------------------------------------------- | -------------------------------- | ------ |
| 1.           | Layla                                          | Eric Clapton • Jim Gordon        | 6:36   |
| 2.           | Badge                                          | Eric Clapton • George Harrison   | 6:17   |
| 3.           | Hoochie Coochie Man                            | Muddy Waters                     | 4:09   |
| 4.           | I Shot the Sheriff                             | Bob Marley                       | 8:02   |
| 5.           | It Hurts Me Too                                | Tampa Red                        | 4:37   |
| 6.           | Wonderful Tonight                              | Eric Clapton                     | 4:23   |
| 7.           | Five Long Years                                | Eddie Boyd                       | 10:11  |
| 8.           | Tearin’ Us Apart                               | Eric Clapton • Greg Phillinganes | 6:57   |
| 9.           | Old Love                                       | Eric Clapton • Robert Cray       | 8:44   |
| 10.          | I’m Tore Down                                  | Freddie King                     | 4:03   |
| 11.          | Have You Ever Loved a Woman                    | Billy Myles                      | 6:29   |
| 12.          | White Room                                     | Jack Bruce • Pete Brown          | 6:31   |
| 13.          | Every Day I Have the Blues                     | Pete Chatman                     | 8:09   |
| 14.          | Holy Mother (mit dem East London Gospel Choir) | Eric Clapton • Stephen Bishop    | 7:52   |
| Gesamtlänge: | Gesamtlänge:                                   | Gesamtlänge:                     | ca. 89 |

## Rezeption
Billboards Musik-Journalistin Catherine Applefeld Olson findet, dass es sich bei der Aufnahme um ein „Gedenkens-Stück“ handele. Das „Sammlerstück“ sei zudem eine „Mega-Performance [auf einem] Mega-Konzert“ gewesen. Kritiker Bruce Eder von der Musikwebsite Allmusic findet, dass der Film sehr gut zeige, wie gut Claptons Gitarrenspiel und Gesang ist. Weiter lobt Eder die interessante und gut gewählte Setlist des Konzertes. Zum technischen notiert der Kritiker, dass die Auswahl der Stereo-Kanäle genauso gut wie das scharfe Bild des Filmes sei. Abschließend vergab er 3.5 von 5 möglichen Bewertungseinheiten für den Film. Kritiker der Website Guitar Nine Records bezeichnen das Konzert sowie den Mitschnitt als „triumphal“ und vergaben die Höchstpunktzahl von 5 für die DVD.

## Auszeichnungen für Musikverkäufe
| Land/Region                  | Auszeichnungen für Musikverkäufe (Land/Region, Auszeichnung, Verkäufe) | Verkäufe |
| ---------------------------- | ---------------------------------------------------------------------- | -------- |
| Australien (ARIA)            | Platin                                                                 | 15.000   |
| Dänemark (IFPI)              | Gold                                                                   | 25.000   |
| Vereinigtes Königreich (BPI) | Gold                                                                   | 25.000   |
| Insgesamt                    | 2× Gold · 1× Platin ·                                                  | 65.000   |

Hauptartikel: Eric Clapton/Auszeichnungen für Musikverkäufe